# .md (domaine de premier niveau)
Pour les articles homonymes, voir MD.
.md est le domaine de premier niveau national destiné à la Moldavie, créé en 1994.